# كيرين ويستوود
كيرين ويستوود (بالإنجليزية: Keiren Westwood)‏ (مواليد 23 أكتوبر 1984 في مانشستر، إنجلترا) لاعب كرة قدم أيرلندي يجيد اللعب في مركز حارس المرمى ويلعب حاليا في نادي سندرلاند الإنجليزي منذ 2011.

## روابط خارجية
- كيرين ويستوود على موقع الاتحاد الأوربي (الإنجليزية)
- كيرين ويستوود على موقع قاعدة بيانات كرة القدم.إي يو (الإنجليزية)
- كيرين ويستوود على موقع ناشيونال فوتبول تيمز (الإنجليزية)
- كيرين ويستوود على موقع Soccerbase.com (لاعب) (الإنجليزية)
- كيرين ويستوود على موقع Soccerway.com (الإنجليزية)
- كيرين ويستوود على موقع عالم كرة القدم.نت (الإنجليزية)
- كيرين ويستوود على موقع AS.com (الإسبانية)